# قائمة فوربس للمليارديرات في 2009
هذه قائمة فوربس للمليارديرات 2009 منشورة من قبل مجلة فوربس الأمريكية لسنة 2009، و هذه المجلة تجمع مليارديرات الأرض، بإستثناء أفراد العائلات المالكة (إلا إذا كانت مصادر أموالهم خاصة)، و تصنف أموالهم بالمليار دولار أمريكي.

أغنى 5 أشخاص في العالم
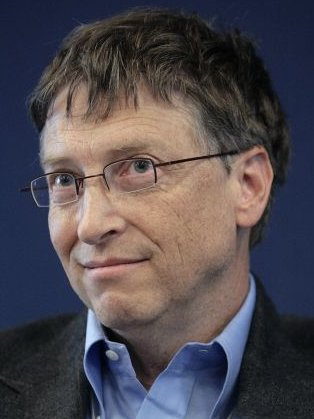
بيل غيتس (الولايات المتحدة)
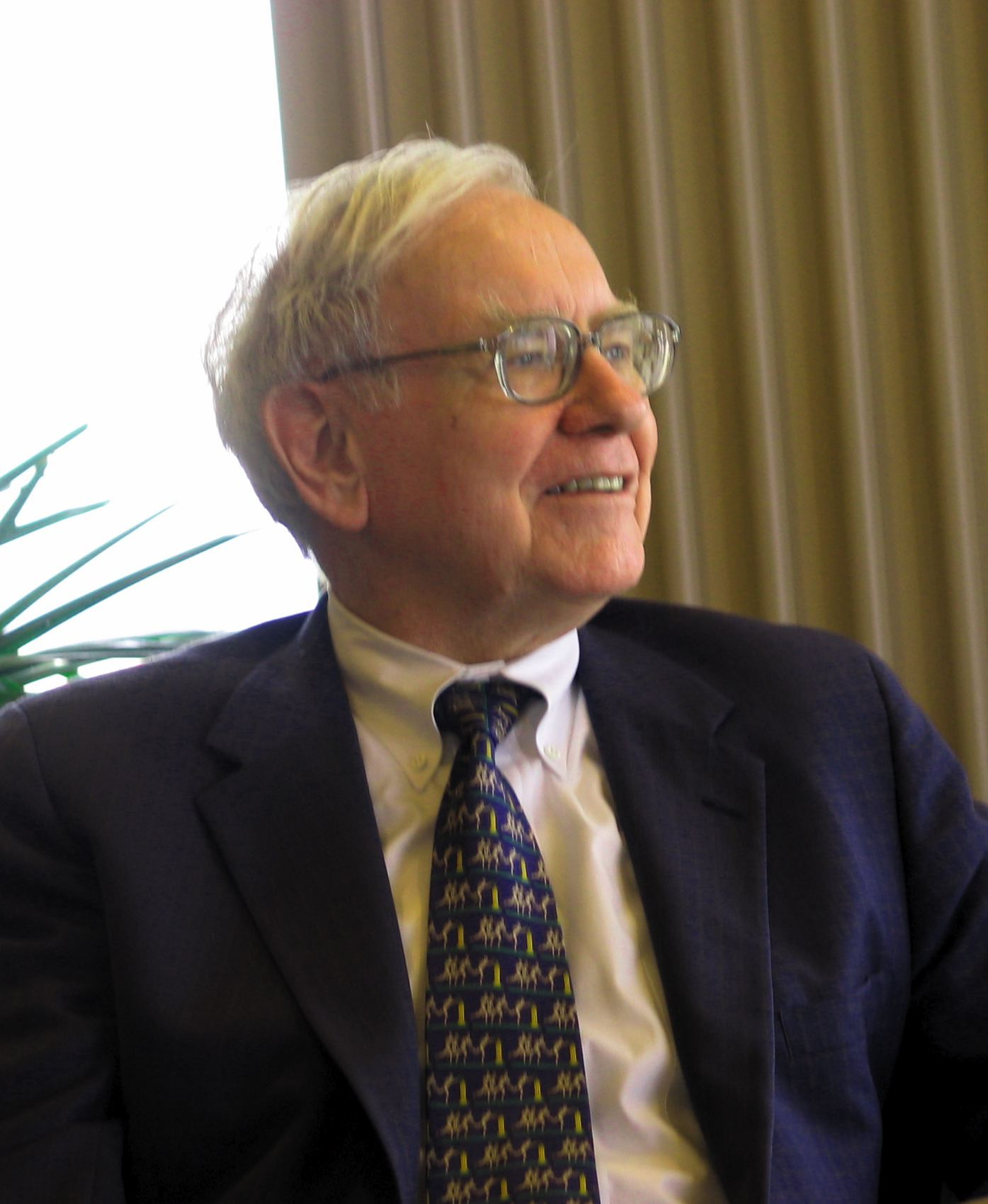
وارن بافت (الولايات المتحدة)
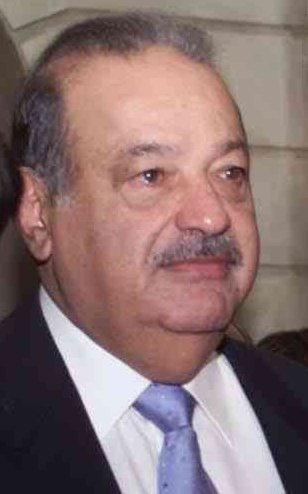
كارلوس سليم حلو (المكسيك)
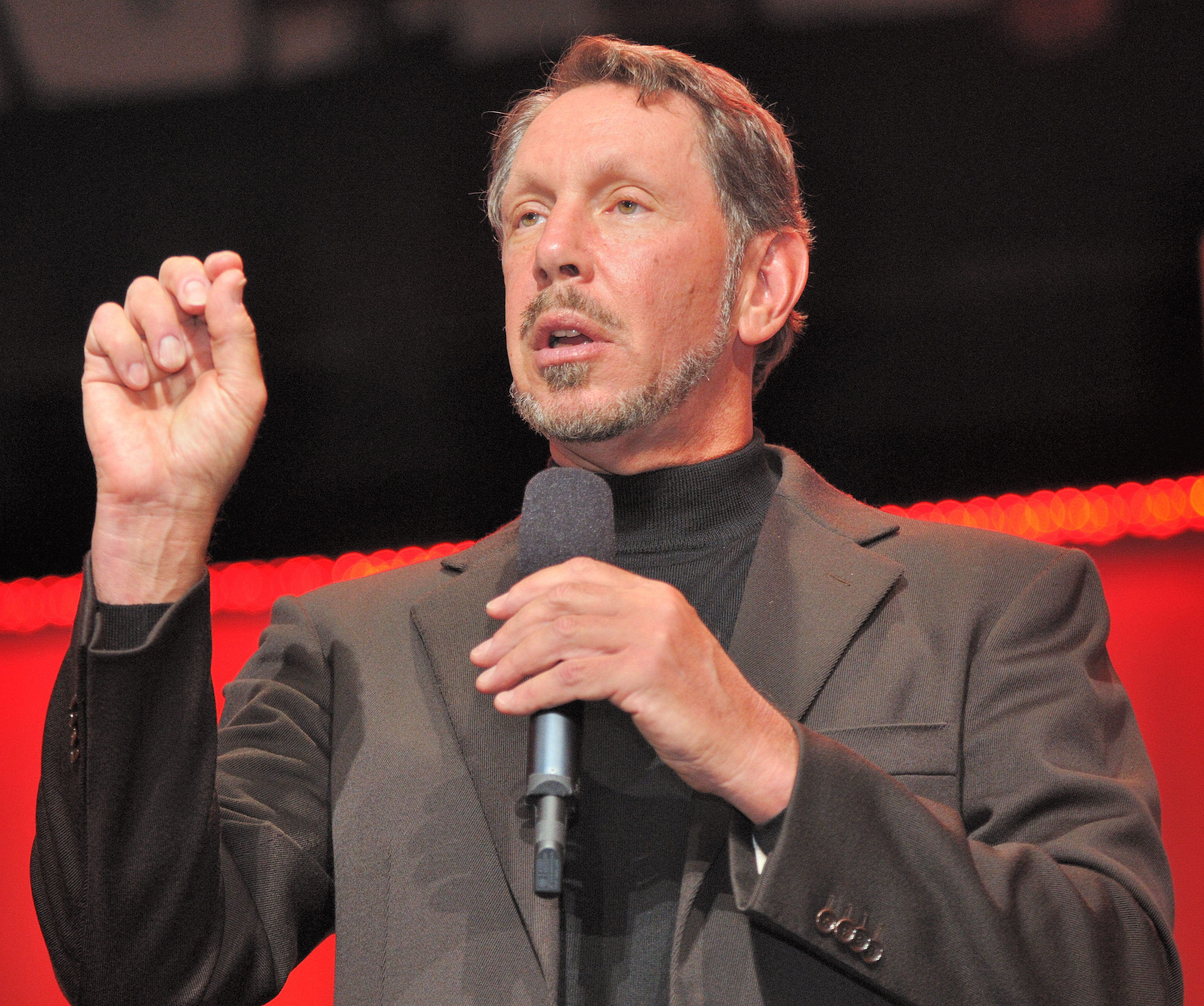
لاري إليسون (الولايات المتحدة)
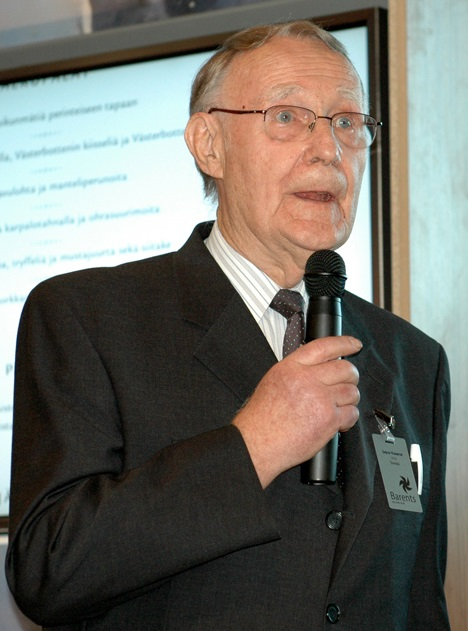
إينغفار كامبراد (السويد)

## أغنى أغنياء العالم
| Legend | Legend                          |
| الرمز  | الشرح                           |
| ------ | ------------------------------- |
|        | لم يتغير من قائمة 2009.         |
| ▲      | أرتفع في الترتيب من قائمة 2009. |
| ▼      | أنخفض في الترتيب من قائمة 2009. |

هذه قائمة أغنى أغنياء العالم (المليرديرات) كما هي في 13 فبراير 2009، و هي لا تشمل أي تعديل بعد هذا التاريخ. تحتوي قائمة هذه السنة على 1011 اسمًا.
| الترتيب | الاسم                 | القيمة الصافية (دولار أمريكي) | العمر | الجنسية          | مصادر الثروة        |
| ------- | --------------------- | ----------------------------- | ----- | ---------------- | ------------------- |
| 1 ▲     | بيل غيتس              | 40.0 مليار دولار أمريكي ▼     | 53    | الولايات المتحدة | مايكروسوفت          |
| 2 ▼     | وارن بافت             | 37.0 مليار دولار أمريكي ▼     | 78    | الولايات المتحدة | بيركشير هاثاواي     |
| 3 ▼     | كارلوس سليم           | 35.0 مليار دولار أمريكي ▼     | 69    | المكسيك          | تلمكس, أمريكا موفيل |
| 4 ▲     | لاري إليسون           | 22.5 مليار دولار أمريكي ▼     | 64    | الولايات المتحدة | أوراكل              |
| 5 ▲     | إينغفار كامبراد       | 22.0 مليار دولار أمريكي ▼     | 83    | السويد           | إيكيا               |
| 6 ▲     | كارل ألبريشت          | 21.5 مليار دولار أمريكي ▼     | 89    | ألمانيا          | ألدي                |
| 7 ▼     | موكيش أمباني          | 19.5 مليار دولار أمريكي ▼     | 51    | الهند            | ريلاينس             |
| 8 ▼     | لاكشمي ميتال          | 19.3 مليار دولار أمريكي ▼     | 58    | الهند            | آرسيلور ميتال       |
| 9 ▲     | ثيو ألبريشت           | 18.8 مليار دولار أمريكي ▼     | 87    | ألمانيا          | ألدي, تريدر جوس     |
| 10 ▲    | أمانسيو أورتيجا جاونا | 18.3 مليار دولار أمريكي ▼     | 73    | إسبانيا          | مجموعة إنديتكس      |

## مقالات ذات صلة
- قائمة رؤساء الدول والحكومات حسب الثروة الإجمالية